# Glenrothes
Glenrothes, schottisch-gälisch: Gleann Ràthais, ist eine schottische Stadt mit 39.277 Einwohnern und der Verwaltungssitz der Council Area Fife.

## Geographie
Die Stadt liegt im Herzen von Fife, im östlichen Teil Schottlands. Sie liegt etwa 25 Kilometer nördlich von Edinburgh und 32 Kilometer südwestlich von Dundee.

## Namensherkunft
Der Name Rothes steht in Verbindung mit den Earls of Rothes aus dem Clan Leslie aus Nordostschottland. Dieser Familie gehörte historisch gesehen ein Großteil des Landes, auf dem Glenrothes erbaut wurde, und sie gab dem angrenzenden Dorf Leslie ihren Namen. „Glen“ (vom schottisch-gälischen Wort gleann für Tal) wurde hinzugefügt, um eine Verwechslung mit Rothes in Moray zu vermeiden und die Lage der Stadt im Tal des Flusses Leven widerzuspiegeln.
Die verschiedenen Gebiete („precincts“) von Glenrothes wurden nach den Weilern benannt, die bereits in der Gegend angesiedelt waren (zum Beispiel Cadham, Woodside), nach den Bauernhöfen, die das Land offiziell besetzten (zum Beispiel Caskieberran, Collydean, Rimbleton) oder nach den historischen Anwesen in der Gegend (zum Beispiel Balbirnie, Balgeddie, Leslie Parks).

## Geschichte
Glenrothes entstand 1948 als Planstadt aus mehreren kleinerer Bauerngemeinden. Ursprünglich stellten die Papierfabrikation und der Kohleabbau die wichtigsten Industriezweige dar. Die Bevölkerung bestand daher zum größten Teil aus Bergleuten, die aus Westschottland kamen, vor allem aus der Gegend von Glasgow. Heute wird Glenrothes von zahlreichen Elektrofabriken geprägt. Durch diese Entwicklung wurde die Stadt zum Zentrum des Fife Council. Das Fife House und andere Gebäude des Fife Council stehen im Stadtzentrum. Nördlich des Zentrums liegen Balfarg und Balbirnie, zwei offenbar zusammengehörige neolithische Grabstätten- und Kultplätze.

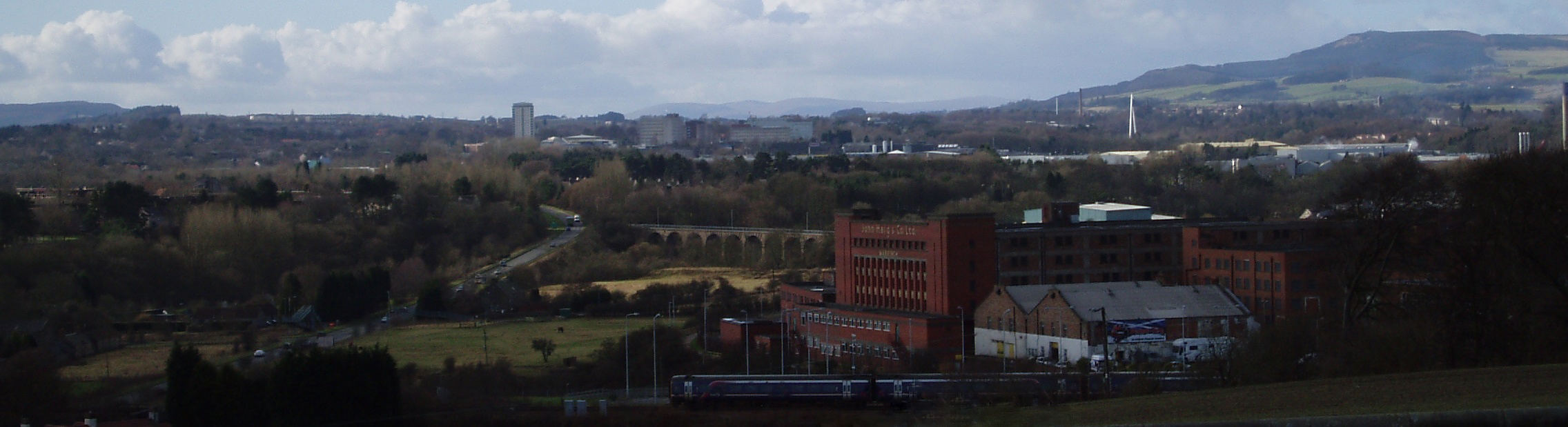
Glenrothes vom Markinch Cemetery aus gesehen

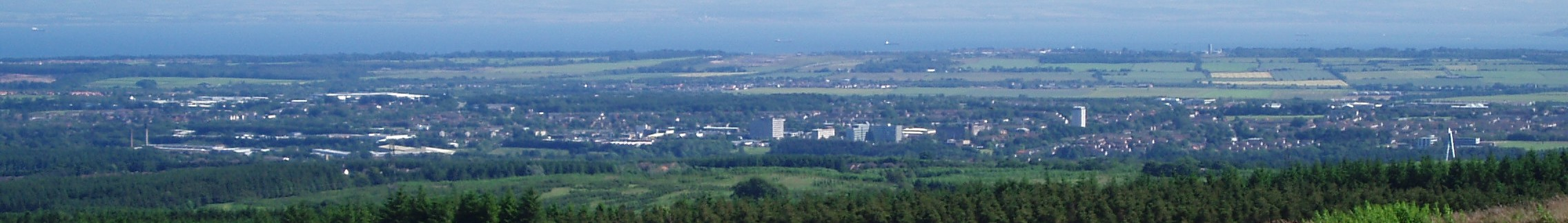
Glenrothes vom East Lomond Hill aus gesehen

## Partnerstädte
- Städtepartnerschaft mit Böblingen (D) seit 1971

Böblingen stiftete der Partnerstadt im Jahr 1991 anlässlich des 20-jährigen Partnerschaftsjubiläums die Statue The Defenceless One (deutsch Der Wehrlose), die von dem deutschen Bildhauer und gebürtigen Böblinger Rudolf Christian Baisch (1903–1990) geschaffen wurde. Die Bronzestatue, die auf einem Steinsockel steht, wurde im Riversidepark in Glenrothes aufgestellt.